# Litoprosopus coachella
Litoprosopus coachella là một loài bướm đêm trong họ Erebidae.